# Peter-A.-Silbermann-Schule
Die Peter-A.-Silbermann-Schule ist ein staatliches Abendgymnasium für Berufstätige im Berliner Ortsteil Wilmersdorf des Bezirks Charlottenburg-Wilmersdorf. Die Schule ist das älteste Abendgymnasium Deutschlands und wurde 1927 von Peter A. Silbermann gegründet. Erwachsene können hier die Allgemeine Hochschulreife oder den schulischen Teil der Fachhochschulreife (ohne Abschlussprüfung) erwerben. Die Versetzung in die Qualifikationsphase entspricht dem Mittleren Schulabschluss.

## Schwerpunkt
Die Schule hat einen gesellschaftswissenschaftlichen Schwerpunkt: außer Politikwissenschaft bietet sie die Fächer Geschichte und Sozialwissenschaften an. In den ersten beiden Schuljahren besteht die Möglichkeit, Latein zu belegen.
Vom zweiten Halbjahr der Qualifikationsphase an kann ein elternunabhängiges BAföG beantragt werden.

## Gebäude
Das derzeitige Gebäude der Schule, errichtet in den Jahren 1910–1912 nach Entwürfen des Architekten Otto Herrnring, ist als Baudenkmal in der Berliner Landesdenkmalliste vermerkt. Im selben Gebäude befindet sich außerdem die Friedrich-Ebert-Oberschule.

## Persönlichkeiten
Mildred Harnack war von 1932 bis 1936 als Englischlehrerin am damaligen Berliner Abendgymnasium tätig. Zum Freundeskreis der Harnacks zählten auch Karl Behrens und Bodo Schlösinger, die beide Schüler Mildred Harnacks am Berliner Abendgymnasium waren. Schüler der Schule haben gemeinsam mit Studierenden der Universität Potsdam die Geschichte von Mildred Harnack und ihren Mitstreitern erforscht und ein Buch darüber geschrieben.
Prominente Schüler
- Mirjam Michaelis (1908–2004), Reifezeugnis 1930 als Lotte Adam, israelische Kibbuznik und Schriftstellerin
- Diébédo Francis Kéré (1965), burkinisch-deutscher Architekt, Architekturbüro Kéré Architecture